# 莫隆丹
莫隆丹（法語：Molondin）是瑞士联邦西部法语区的沃州下设的一个镇。在行政上属于沃州北汝拉区管辖。莫隆丹的总面积为5.49平方公里。截至2010年底，总人口为210。

## 地理
莫隆丹位于纳沙泰尔湖以南，芒蒂河东岸。